# William Bryant
William Robert Klein Bryant (Detroit, 31 gennaio 1924 – Woodland Hills, 26 giugno 2001) è stato un attore statunitense.
È apparso in oltre 50 film dal 1949 al 1987 ed ha recitato in più di 160 produzioni per gli schermi televisivi dal 1955 al 1989. Fu accreditato anche con i nomi Bill Bryant, Willie Bryant, Wm. Bryant e William R. Klein.

## Biografia
William Bryant nacque a Detroit, in Michigan, il 31 gennaio 1924.
Debuttò nel cinema dalla fine degli anni 40 e già dalla prima metà degli anni 50 cominciò a dedicarsi ad una lunga carriera televisiva dando vita a numerosi personaggi per varie serie, tra cui McCall in 6 episodi della serie Combat! dal 1966 al 1967 (più altri tre episodi con altri ruoli), il presidente Ulysses S. Grant in 9 episodi della serie Branded dal 1965 al 1966, il colonnello Crook in 10 episodi della serie Hondo nel 1967, il tenente Shilton in 14 episodi della serie Switch dal 1976 al 1978, Bill Wilson in un doppio episodio della serie I Jefferson nel 1980, il direttore in 14 episodi della serie Professione pericolo dal 1982 al 1983. Dagli anni cinquanta agli anni ottanta continuò a collezionare numerose presenze in decine di serie televisive come guest star o personaggio minore.
La sua carriera per il cinema può contare su diverse partecipazioni; tra i personaggi a cui diede vita si possono citare Bart Paterson in Il pistolero di Dio del 1969 e il vicesceriffo Bill in La rossa ombra di Riata del 1973.
L'ultimo suo ruolo per il piccolo schermo fu quello di Gadge per la serie La signora in giallo interpretato nell'episodio Mirror, Mirror, on the Wall: Part 1 trasmesso il 14 maggio 1989, mentre per gli schermi cinematografici l'ultimo ruolo affidatogli fu quello nel film Donne amazzoni sulla Luna del 1987.
Morì a Woodland Hills, in California, il 26 giugno 2001.

## Filmografia

### Cinema
- Cielo di fuoco (Twelve O'Clock High) (1949)
- Bill sei grande! (When Willie Comes Marching Home), regia di John Ford (1950)
- Per noi due il paradiso (My Blue Heaven) (1950)
- La gente mormora (People Will Talk) (1951)
- Purple Heart Diary (1951)
- La tigre sacra (Voodoo Tiger) (1952)
- Polizia militare (Off Limits) (1953)
- Il 49º uomo (The 49th Man) (1953)
- Sky Commando (1953)
- La battaglia di Fort River (Battle of Rogue River) (1954)
- Spionaggio atomico (A Bullet for Joey) (1955)
- King Dinosaur (1955)
- Il mostro dei mari (It Came from Beneath the Sea) (1955)
- Bobby Ware Is Missing (1955)
- La città corrotta (Inside Detroit) (1956)
- Fascino e perfidia (Three Bad Sisters) (1956)
- Il pilota razzo e la bella siberiana (Jet Pilot) (1957)
- La folle evasione (Escape from San Quentin) (1957)
- I tre sceriffi (Badman's Country) (1958)
- Operazione sottoveste (Operation Petticoat), regia di Blake Edwards (1959)
- Operazione terrore (Experiment in Terror), regia di Blake Edwards (1962)
- La pantera rosa (The Pink Panther), regia di Blake Edwards (1963)
- Scusa, me lo presti tuo marito? (Good Neighbor Sam) (1964)
- Come uccidere vostra moglie (How to Murder Your Wife) (1965)
- Stazione 3: top secret (The Satan Bug) (1965)
- La grande corsa (The Great Race), regia di Blake Edwards (1965)
- El Tigre (Ride Beyond Vengeance) (1966)
- Papà, Ma che cosa hai fatto in guerra? (What Did You Do in the War, Daddy?) (1966)
- Intrighi al Grand Hotel (Hotel) (1967)
- Smith! (1969)
- Il pistolero di Dio (Heaven with a Gun) (1969)
- Le 5 facce della violenza (The Animals) (1970)
- Chisum (1970)
- Macho Callagan (Macho Callahan), regia di Bernard L. Kowalski (1970)
- Uomini selvaggi (Wild Rovers) (1971)
- Settimo potere (The Resurrection of Zachary Wheeler) (1971)
- Pickup on 101 (1972)
- 1999: conquista della Terra (Conquest of the Planet of the Apes) (1972)
- La rossa ombra di Riata (The Deadly Trackers) (1973)
- È una sporca faccenda, tenente Parker! (McQ) (1974)
- I giorni roventi del poliziotto Buford (Walking Tall Part II) (1975)
- Una finestra sul cielo (The Other Side of the Mountain) (1975)
- Gable e Lombard: un grande amore (Gable and Lombard) (1976)
- Panico nello stadio (Two-Minute Warning) (1976)
- The Other Side of the Mountain: Part II (1978)
- Salvate il Gray Lady (Gray Lady Down) (1978)
- Corvette Summer, regia di Matthew Robbins (1978)
- Mountain Family Robinson (1979)
- Commando femminile (Hell Squad), regia di Kenneth Hartford (1986)
- The Education of Allison Tate (1986)
- Donne amazzoni sulla Luna (Amazon Women on the Moon) (1987)

### Televisione
- Waterfront – serie TV, un episodio (1955)
- Le leggendarie imprese di Wyatt Earp (The Life and Legend of Wyatt Earp) – serie TV, 2 episodi (1955-1958)
- Wild Bill Hickok (Adventures of Wild Bill Hickok) – serie TV, 3 episodi (1955-1958)
- Dr. Harvey W. Wiley – film TV (1955)
- Stage 7 – serie TV, episodio 1x12 (1955)
- The Hammer and the Sword – film TV (1955)
- Damon Runyon Theater – serie TV, episodio 1x15 (1955)
- Navy Log – serie TV, episodio 1x10 (1955)
- Celebrity Playhouse – serie TV, episodio 1x10 (1955)
- Playhouse 90 – serie TV, 2 episodi (1956-1957)
- Le avventure di Rin Tin Tin (The Adventures of Rin Tin Tin) – serie TV, un episodio (1956)
- Frontier – serie TV, un episodio (1956)
- 77º Lancieri del Bengala (Tales of the 77th Bengal Lancers) – serie TV, episodio 1x08 (1956)
- Massacre at Sand Creek – film TV (1956)
- Gunsmoke – serie TV, 8 episodi (1957-1974)
- Avventure in elicottero (Whirlybirds) – serie TV, un episodio (1957)
- The Silent Service – serie TV, un episodio (1957)
- The Web – serie TV, un episodio (1957)
- Il tenente Ballinger (M Squad) – serie TV, episodio 1x02 (1957)
- Casey Jones – serie TV, un episodio (1957)
- Tales of the Texas Rangers – serie TV, un episodio (1957)
- Harbor Command – serie TV, episodio 1x11 (1957)
- Steve Canyon – serie TV, 2 episodi (1958-1959)
- The Rifleman – serie TV, 4 episodi (1958-1962)
- The Gray Ghost – serie TV, episodio 1x31 (1958)
- How to Marry a Millionaire – serie TV, un episodio (1958)
- Target – serie TV, episodio 1x24 (1958)
- Frontier Doctor – serie TV, un episodio (1958)
- Behind Closed Doors – serie TV, un episodio (1958)
- Maverick – serie TV, episodio 2x12 (1958)
- Cimarron City – serie TV, un episodio (1958)
- Flight – serie TV, episodio 1x22 (1958)
- Lock Up – serie TV, 3 episodi (1959-1960)
- Have Gun - Will Travel – serie TV, 2 episodi (1959-1961)
- The Rebel – serie TV, 9 episodi (1959-1961)
- Laramie – serie TV, 6 episodi (1959-1963)
- Adventure Showcase – serie TV, un episodio (1959)
- Sugarfoot – serie TV, episodio 3x06 (1959)
- Hotel de Paree – serie TV, un episodio (1959)
- The Man from Blackhawk – serie TV, un episodio (1960)
- I racconti del West (Zane Grey Theater) – serie TV, un episodio (1960)
- Outlaws – serie TV, episodio 1x04 (1960)
- The Blue Angels – serie TV, 2 episodi (1960)
- Las Vegas Beat – film TV (1961)
- Two Faces West – serie TV, un episodio (1961)
- Michael Shayne – serie TV episodio 1x19 (1961)
- Peter Gunn – serie TV, episodio 3x22 (1961)
- Miami Undercover – serie TV, un episodio (1961)
- Bronco – serie TV, un episodio (1961)
- Combat! – serie TV, 9 episodi (1962-1967)
- Gli intoccabili (The Untouchables) – serie TV, un episodio (1962)
- I detectives (The Detectives) – serie TV, episodio 3x28 (1962)
- Ben Casey – serie TV, episodio 2x07 (1962)
- Death Valley Days – serie TV, un episodio (1962)
- Ripcord – serie TV, un episodio (1963)
- Empire – serie TV, un episodio (1963)
- Sotto accusa (Arrest and Trial) – serie TV, episodio 1x04 (1963)
- Carovane verso il west (Wagon Train) – serie TV, un episodio (1963)
- The Bill Dana Show – serie TV, un episodio (1963)
- Il virginiano (The Virginian) – serie TV, episodio 2x14 (1963)
- General Hospital – serie TV (1963)
- Gli uomini della prateria (Rawhide) – serie TV, 2 episodi (1964-1965)
- La legge del Far West (Temple Houston) – serie TV, episodio 1x18 (1964)
- Branded – serie TV, 9 episodi (1965-1966)
- Twelve O'Clock High – serie TV, un episodio (1965)
- Polvere di stelle (Bob Hope Presents the Chrysler Theatre) – serie TV, un episodio (1965)
- The Monroes – serie TV, un episodio (1966)
- Bonanza – serie TV, 5 episodi (1967-1972)
- Pattuglia del deserto (The Rat Patrol) – serie TV, un episodio (1967)
- Organizzazione U.N.C.L.E. (The Man from U.N.C.L.E.) – serie TV, un episodio (1967)
- Hondo – serie TV, 16 episodi (1967)
- Lancer – serie TV, 4 episodi (1968-1969)
- Mannix – serie TV, 2 episodi (1968-1972)
- Il grande teatro del west (The Guns of Will Sonnett) – serie TV, un episodio (1968)
- Al banco della difesa (Judd for the Defense) – serie TV, un episodio (1968)
- Garrison Commando (Garrison's Gorillas) – serie TV, 2 episodi (1968)
- Reporter alla ribalta (The Name of the Game) – serie TV, 2 episodi (1969-1971)
- Selvaggio west (The Wild Wild West) – serie TV, episodio 4x22 (1969)
- Operazione ladro (It Takes a Thief) – serie TV, un episodio (1969)
- Missione Impossibile (Mission: Impossible) – serie TV, un episodio (1969)
- Uno sceriffo a New York (McCloud) – serie TV, 3 episodi (1970-1973)
- The Andersonville Trial – film TV (1970)
- F.B.I. (The F.B.I.) – serie TV, 2 episodi (1971-1973)
- La città degli acquanauti (City Beneath the Sea) – film TV (1971)
- Bearcats! – serie TV, un episodio (1971)
- Due onesti fuorilegge (Alias Smith and Jones) – serie TV, 2 episodi (1971)
- Sweet, Sweet Rachel – film TV (1971)
- Black Noon – film TV (1971)
- Ironside – serie TV, 2 episodi (1972-1974)
- Squadra emergenza (Emergency!) – serie TV, 19 episodi (1972-1978)
- Killer by Night – film TV (1972)
- Sarge – serie TV, un episodio (1972)
- Women in Chains – film TV (1972)
- Sesto senso (The Sixth Sense) – serie TV, un episodio (1972)
- O'Hara, U.S. Treasury – serie TV, un episodio (1972)
- Lo sceriffo del sud (Cade's County) – serie TV, un episodio (1972)
- The New Healers – film TV (1972)
- Banacek – serie TV, un episodio (1972)
- Colombo (Columbo) – serie TV, 2 episodi (1973-1974)
- Barnaby Jones – serie TV, 3 episodi (1973-1976)
- A tutte le auto della polizia (The Rookies) – serie TV, un episodio (1973)
- The Stranger – film TV (1973)
- Chase – serie TV, un episodio (1973)
- Riuscirà la nostra carovana di eroi... (Dusty's Trail) – serie TV, un episodio (1973)
- Agenzia Rockford (The Rockford Files) – serie TV, 2 episodi (1974-1975)
- McMillan e signora (McMillan & Wife) – serie TV, un episodio (1974)
- The Hanged Man – film TV (1974)
- ABC Afterschool Specials – serie TV, un episodio (1974)
- Death in Space – film TV (1974)
- The Last Survivors – film TV (1975)
- Petrocelli – serie TV, un episodio (1975)
- Cannon – serie TV, 2 episodi (1975)
- Death Scream – film TV (1975)
- Sulle strade della California (Police Story) – serie TV, 2 episodi (1976-1978)
- Switch – serie TV, 14 episodi (1976-1978)
- Alla conquista del West (The Macahans), regia di Bernard McEveety – film TV (1976)
- The Flight of the Grey Wolf – film TV (1976)
- Disneyland – serie TV, 2 episodi (1976)
- Shazam! – serie TV, un episodio (1976)
- Una famiglia americana (The Waltons) – serie TV, un episodio (1976)
- Terrore a 12 mila metri (Mayday at 40,000 Feet!) – film TV (1976)
- Captains and the Kings – miniserie TV, un episodio (1976)
- Militari di carriera (Once an Eagle) – miniserie TV (1976)
- Cowboy D'acciaio (Steel Cowboy) – film TV (1976)
- La donna bionica (The Bionic Woman) – serie TV, 2 episodi (1976)
- The Oregon Trail – serie TV, un episodio (1977)
- Kingston: dossier paura (Kingston: Confidential) – serie TV, un episodio (1977)
- Codice R (Code R) – serie TV, un episodio (1977)
- Lou Grant – serie TV, 3 episodi (1978-1981)
- Hawaii squadra cinque zero (Hawaii Five-O) – serie TV, un episodio (1978)
- Battaglie nella galassia (Battlestar Galactica) – serie TV, un episodio (1978)
- Alla conquista del West (How the West Was Won) – serie TV, un episodio (1979)
- The Child Stealer – film TV (1979)
- The Legend of the Golden Gun – film TV (1979)
- Minaccia da un miliardo di dollari (The Billion Dollar Threat) – film TV (1979)
- Truck Driver (B.J. and the Bear) – serie TV, 2 episodi (1979)
- Lobo (The Misadventures of Sheriff Lobo) – serie TV, 2 episodi (1979)
- Alle soglie del futuro (Beyond Westworld) – serie TV, un episodio (1980)
- The Chisholms – miniserie TV, un episodio (1980)
- CBS Afternoon Playhouse – serie TV, 5 episodi (1980)
- Gridlock – film TV (1980)
- I Jefferson (The Jeffersons) – serie TV, 2 episodi (1980)
- Simon & Simon – serie TV, 5 episodi (1981-1989)
- Charlie's Angels – serie TV, un episodio (1981)
- Buck Rogers (Buck Rogers in the 25th Century) – serie TV, un episodio (1981)
- Professione pericolo (The Fall Guy) – serie TV, 14 episodi (1982-1983)
- Bret Maverick – serie TV, un episodio (1982)
- I ragazzi di padre Murphy (Father Murphy) – serie TV, un episodio (1982)
- Quincy (Quincy M.E.) – serie TV, un episodio (1982)
- Voyagers! – serie TV, un episodio (1982)
- CHiPs – serie TV, un episodio (1983)
- Dallas – serie TV, 2 episodi (1983)
- Cave In! – film TV (1983)
- Hardcastle e McCormick (Hardcastle and McCormick) – serie TV, 2 episodi (1983)
- Matt Houston – serie TV, un episodio (1983)
- Falcon Crest – serie TV, un episodio (1984)
- Magnum, P.I. – serie TV, un episodio (1984)
- Top Secret (Scarecrow and Mrs. King) – serie TV, un episodio (1985)
- Supercopter (Airwolf) – serie TV, un episodio (1986)
- Prison for Children – film TV (1987)
- Vita col nonno (Our House) – serie TV, un episodio (1987)
- La signora in giallo (Murder, She Wrote) – serie TV, episodio 5x21 (1989)
- Batman: The Animated Series – serie TV, doppiatore, un episodio (1995)